# Tribu Clustumina
La tribu Clustumina est l’une des trente-et-une tribus rustiques de la Rome antique installée vers 495 av. J.-C. dans la région de Fidènes.